# Millard F. Caldwell

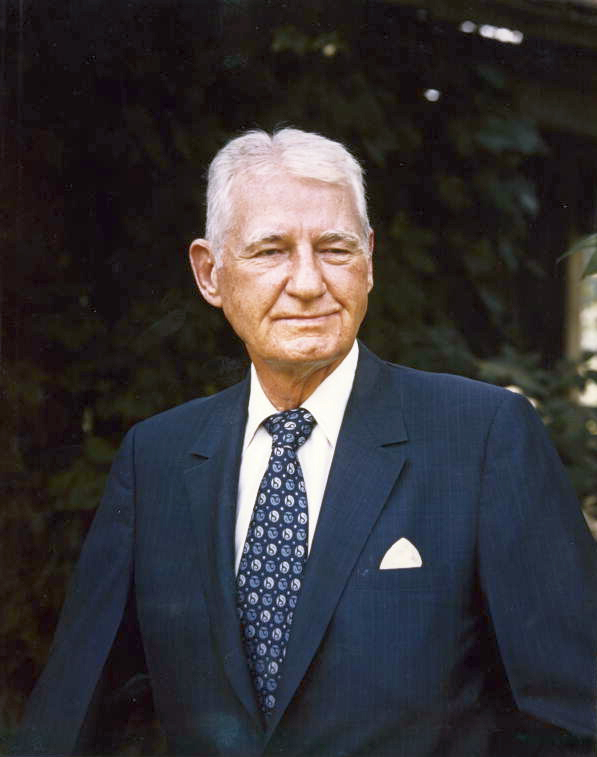
Millard F. Caldwell

Millard Fillmore Caldwell Jr. (* 6. Februar 1897 in Knoxville, Tennessee; † 23. Oktober 1984 in Tallahassee, Florida) war ein US-amerikanischer Jurist und Politiker und von 1945 bis 1949 der 29. Gouverneur von Florida. Außerdem vertrat er seinen Bundesstaat von 1933 bis 1941 als Abgeordneter im Kongress.

## Frühe Jahre und politischer Aufstieg
Der junge Caldwell besuchte die University of Mississippi, das Carson Newman College und die University of Virginia. Während des Ersten Weltkrieges diente er als Leutnant bei einer Feldartillerie-Einheit. Nach dem Krieg absolvierte er ein Jurastudium. Im Jahr 1922 wurde er als Anwalt zugelassen, worauf er eine Kanzlei in Milton (Florida) eröffnete. Im Jahr 1925 wurde er Staatsanwalt für das Santa Rosa County, eine Position, die er bis 1932 behielt. Schon von 1929 bis 1932 war Caldwell Abgeordneter im Repräsentantenhaus von Florida. Zwischen 1933 und 1941 vertrat er den dritten Wahlbezirk seines Bundesstaats im US-Repräsentantenhaus in Washington.

## Gouverneur von Florida
Im Jahr 1944 wurde er von seiner Demokratischen Partei als Kandidat für das Amt des Gouverneurs von Florida aufgestellt und anschließend auch in dieses Amt gewählt. Seine vierjährige Amtszeit begann am 2. Januar 1945. In seine Amtszeit fiel das Ende des Zweiten Weltkrieges. Daher mussten in Florida, wie in allen Bundesstaaten, die Industrie-Produktion und die Verwaltung wieder vom Kriegsbedarf auf zivile Erfordernisse umgestellt werden. Caldwell war ein Anhänger der Segregation, also der Rassentrennung. Daher stand er Forderungen nach einer Aufhebung der Segregation ablehnend gegenüber. Ansonsten setzte er sich für den Ausbau des Straßennetzes und die Schulbildung, vor allem in ländlichen Bereichen, ein. Der Everglades-Nationalpark wurde in seiner Regierungszeit eröffnet. Zwischen 1946 und 1947 war er Vorsitzender der National Governors Association.

## Weitere Laufbahn
Nach Ablauf seiner Amtszeit am 4. Januar 1949 blieb Caldwell weiterhin politisch aktiv. Er wurde Mitglied mehrerer gemeinsamer Ausschüsse der Südstaaten. Im Jahr 1950 berief ihn US-Präsident Harry S. Truman zum Leiter der Zivilverteidigungsbehörde FCDA. Diese Behörde ist inzwischen aufgelöst bzw. in das Ministerium für Innere Sicherheit eingegliedert worden. Die Ernennung Caldwells stieß aufgrund der rassenfeindlichen Haltung des Exgouverneurs auf den Widerstand der Bürgerrechtsorganisation NAACP. Trotzdem behielt er das Amt bis 1952. Danach war Caldwell als Richter am Obersten Gerichtshof von Florida tätig. Von 1962 bis 1969 war er dessen Vorsitzender Richter. Nach seinem Ausscheiden aus diesem Amt widmete er sich wieder seinen privaten Angelegenheiten. Er starb am 23. Oktober 1984 und wurde auf dem Friedhof der Harwood-Plantage beigesetzt. Millard Caldwell war mit Rebecca Harwood verheiratet, mit der er zwei Kinder hatte.